# Mönchbaataryn Bundmaa
Mönchbaataryn Bundmaa (mong. Мөнхбаатарын Бундмаа; ur. 4 września 1985) – mongolska judoczka i sambistka. Dwukrotna olimpijka. Zajęła dziewiąte miejsce w Londynie 2012 i dziewiętnaste w Pekinie 2008. Walczyła w wadze półlekkiej.
Brązowa medalistka mistrzostw świata w 2010, siódma w 2005 i 2009; uczestniczka zawodów w 2007, 2011, 2013, 2014 i 2015, a także zdobyła trzy medale w drużynie. Startowała w Pucharze Świata w latach 2007-2011 i 2015-2017. Srebrna medalistka igrzysk azjatyckich w 2006 i 2010. Zdobyła siedem medali na mistrzostwach Azji w latach 2006 - 2015. Wygrała uniwersjadę w 2007. Mistrzyni świata w sambo w 2007 roku.

## Letnie Igrzyska Olimpijskie 2008
| Konkurencja | Eliminacje             | Klas. końcowa |
| Konkurencja | Przeciwnik I           | Miejsce       |
| ----------- | ---------------------- | ------------- |
| 52 kg       | Ana Carrascosa (ESP) P | 19.           |

## Letnie Igrzyska Olimpijskie 2012
| Konkurencja | Eliminacje                | Eliminacje           | Klas. końcowa |
| Konkurencja | Przeciwnik I              | Przeciwnik II        | Miejsce       |
| ----------- | ------------------------- | -------------------- | ------------- |
| 52 kg       | Linouse Desravine (HAI) Z | Yanet Bermoy (CUB) P | 9.            |